# Fiskus
Fiskus (łac. fiscus – koszyk na pieniądze) – oznaczał za czasów Cesarstwa Rzymskiego skarb prywatny cesarza w odróżnieniu od aerarium, tj. skarbu państwowego, zarządzanego przez senat.
Z ugruntowaniem jednak absolutyzmu, fiskus oznaczał w ogóle skarb państwa.
W późniejszych czasach fiskusem zwano skarb, czyli majątek państwa, będący jego własnością z tytułu prawa prywatnego, w odróżnieniu od zasobów, którymi skarb państwa rozporządza z tytułu prawa publicznego (przychód z podatków, obowiązkowych danin itd.).
Jednak pospolicie fiskusem zwie się w ogóle skarb państwowy. W tym znaczeniu władze fiskalne oznaczają wszelkie władze, mające w swym ręku administrację skarbową.